# I ragazzi del massacro (romanzo)
I ragazzi del massacro (1968) è un romanzo poliziesco di Giorgio Scerbanenco, il terzo romanzo del ciclo di Duca Lamberti, ambientato a Milano come i precedenti. 
Dal romanzo fu tratto nel 1969 il film omonimo.

## Trama
Matilde Crescenzaghi, giovane insegnante alla scuola serale A. e M. Fustagni, presso piazzale Loreto, viene aggredita dagli undici ragazzi a cui insegna, che la denudano e la massacrano con efferatezza inaudita. Sulla scena del delitto viene inviato Duca Lamberti, divenuto poliziotto dopo il precedente caso.
Assieme all'appuntato Mascaranti, Duca studia le schede dei ragazzi e scopre che quasi tutti hanno alle spalle storie familiari drammatiche ed esperienze di riformatorio; il poliziotto scopre anche una bottiglia di anice lattescente, un fortissimo liquore, e sospetta che il massacro sia stato compiuto sotto l'effetto di tale alcoolico. Duca procede quindi all'interrogatorio, durante il quale adopera sottili e talvolta crudeli giochi psicologici; a tutti i ragazzi viene chiesto il ruolo avuto nel massacro e chi ha portato la bottiglia, ma tutti si dichiarano innocenti o al massimo affermano di essere stati costretti dagli altri ad assistere alle violenze. Tra gli interrogati spicca Fiorello Grasso, dall'indole ben più docile dei suoi compagni: sebbene emerga che fosse stato lui a portare il liquore, egli proviene da una famiglia onesta; il sedicenne risulta inoltre vittima dei compagni per la sua omosessualità. Durante gli interrogatori emergono contraddizioni e depistaggi; Duca sospetta che il mandante dell'omicidio sia un adulto, che continua a mantenere su di loro una forte pressione psicologica forte.
Il giorno dopo Fiorello Grasso chiede di poter parlare nuovamente con Duca: il ragazzo, terrorizzato, minaccia di uccidersi se verrà lasciato solo con i compagni, e lascia intendere di sapere chi sia il vero colpevole. Duca glielo nega, e segue alcune piste che lo portano a indagare sulle persone più vicine a ciascuno dei ragazzi, scoprendo situazioni al limite della legalità e una fitta trama di ricatti e tradimenti; poco dopo Fiorello Grassi, in riformatorio, si suicida. Duca sospetta che egli sia stato ucciso, ma ancora una volta si scontra con l'omertà dei ragazzi. 
L'indagine porta Duca a interessarsi a Carolino Marassi, un altro dei ragazzi, e chiede che gli venga affidato per provare a guadagnarsi la sua fiducia e ottenere preziose informazioni. Duca lo porta a casa con sè e lo tratta da amico, arrivando perfino a lasciarlo libero di uscire: il ragazzo scappa, senza accorgersi che si trattava di una trappola di Duca, che lo segue a distanza. Marassi raggiunge l'abitazione di una prostituta di mezz'età, Marisella Domenici: quando il ragazzo le racconta di Duca, la donna capisce che sia una trappola e improvvisa un piano per sfuggire alla polizia.
Mentre segue Marassi, Duca ricorda che Marisella è la madre di Ettore, un altro dei ragazzi del massacro; il patrigno era Oreste Domenici, pluricondannato per traffico di stupefacenti e per sfruttamento della prostituzione. Duca rintracciala sorella di Marisella, alla quale era stato affidato Ettore: questa gli racconta che la Crescenzaghi era venuta a casa sua per informarla che il ragazzo da tempo non andava più a scuola, e durante quel colloquio, per una serie di coincidenze, era venuta a sapere dei traffici della famiglia. La Crescenzaghi aveva denunciato alla polizia questi illeciti, ritenendolo l'unico modo di salvare il ragazzo; i genitori di Ettore vennero arrestati, e durante la detenzione il padre morì in carcere. Duca comprende così che la mandante dell'omicidio è Marisella, che tramite i ragazzi voleva compiere una vendetta trasversale.
I poliziotti fanno irruzione nella casa di Marisella, ma la donna è fuggita con Carolino. Duca teme che la donna fuggirà dopo aver ucciso il ragazzo, e lui ne verrà ritenuto responsabile. Marisella porta infatti Carolino in un nascondiglio alla periferia di Milano e lo ferisce gravemente; il ragazzo riesce a fuggire in auto e, dopo aver vagato in stato confusionale per l'intera notte, decide di tornare da Duca, l'unico ad avergli mostrato rispetto. Duca lo trova privo di senso e lo soccorre; una volta ristabilitosi, Carolino confessa: la notte del massacro, Ettore aveva introdotto nella scuola Marisella, la quale aveva materialmente ucciso la Crescenzaghi; per cancellare le prove, aveva drogato i ragazzi offrendo loro l'anice e li aveva incitati a infierire sul cadavere.
Grazie a un piano orchestrato da Duca, Marisella viene finalmente arrestata; Duca promette di aiutare Carolino a riscattarsi.

## Adattamenti
Nel gennaio 2018 il Teatro Franco Parenti di Milano ospita la versione teatrale de I ragazzi del massacro, ad opera della compagnia Linguaggicreativi di Milano, con la regia di Paolo Trotti e gli attori Stefano Annoni, Diego Paul Galtieri e Federica Gelosa. Lo spettacolo vince il premio "Next – Laboratorio di idee per la produzione e distribuzione dello spettacolo dal vivo lombardo”, ideato e promosso da Regione Lombardia, in collaborazione con Fondazione Cariplo.

## Edizioni
- I ragazzi del massacro, Collana R68, Milano, Garzanti, 1968,  p. 231.
- I ragazzi del massacro, Collana Gialli Garzanti n.148, Milano, Garzanti, 1978,  p. 230.
- I ragazzi del massacro, Gli Elefanti, Milano, Garzanti, 1994,  p. 230, ISBN 88-11-66811-5.
- I ragazzi del massacro, Collana Gli Elefanti, Milano, Garzanti, 2005, ISBN 88-11-66956-1.
- I ragazzi del massacro, Collana Elefanti bestseller, Milano, Garzanti, 2014,  p. 237, ISBN 978-88-11-68779-5.
- I ragazzi del massacro. Un'indagine di Duca Lamberti, Prefazione di Cecilia Scerbanenco, Collana Oceani n.184, Milano, La nave di Teseo, 2022, ISBN 978-88-346-1230-9.